# 津川祥吾
津川 祥吾（つがわ しょうご、1972年1月25日 - ）は、日本の実業家、元政治家、コメンテーター。民主党所属の元衆議院議員（3期）。

## 概要
北海道札幌市出身。札幌市立もみじ台小学校、札幌市立もみじ台中学校、北海道札幌月寒高等学校、北海道大学経済学部経済学科卒業。
大学卒業後、日本国土開発に入社。名古屋支店に配属され静岡県内で現場事務を担当。在社中に民主党の衆議院選挙候補者公募に応募し合格。民主党衆議院選挙公募者公認第1号となる。
2000年、第42回衆議院議員総選挙において民主党から静岡2区に出馬。自由民主党の原田昇左右に敗れたが、重複立候補した比例東海ブロックで復活し、初当選した。2003年の第43回衆議院議員総選挙では原田昇左右の後継である原田令嗣に敗れ落選。しかし、同じ比例東海ブロックで当選した佐藤観樹が秘書給与搾取事件により議員辞職したため、2004年3月に繰り上げ当選。2005年の第44回衆議院議員総選挙では再び原田令嗣に敗れ、比例復活できずに落選した。
2009年8月の第45回衆議院議員総選挙では小選挙区で初めて当選し、国政に復帰した。
2010年6月発足の菅直人内閣にて国土交通大臣政務官（担務は安全･危機管理関係施策、河川、道路及び下水道関係施策並びに鉄道、自動車交通、気象、運輸安全及び海上保安関係施策）に就任、第1次改造、第2次改造でも留任。菅内閣の総辞職に伴い成立した野田内閣で再任され、野田第1次改造内閣、野田第2次改造内閣でも留任。自民党政権時代も含め最も任期の長い大臣政務官となった。
2011年6月27日から、東日本大震災復興対策本部において岩手現地本部長を務めた。2012年2月10日、復興庁の設置に伴い、復興大臣政務官（岩手復興局及び青森事務所担当）を兼務したが、同年10月の内閣改造で退任。
同年12月の第46回衆議院議員総選挙では自由民主党の井林辰憲に敗れ、比例復活できずに落選した。第23回参議院議員通常選挙を経た2013年8月に静岡2区総支部長を退任。
政治家引退後は多機能型 放課後等デイサービスCouleur.（クルール）を藤枝市に開業し、発達障害の児童向け保育を行っている。
2018年10月から、静岡第一テレビのnews every.しずおかで、コメンテーター（2024年4月からはアンカー）を務めている。

## 政策
- 選択的夫婦別姓制度導入に賛成[6]。
- 非喫煙者や未成年者を受動喫煙から守る法律の制定に賛成。2000年6月に行われたアンケートでは「国権の私権に対する制限は危険であり注意をしなければなりませんが、この件に関しては必要である」と回答している[7]。